# El mundo sin nosotros
El mundo sin nosotros (título original: The World Without Us) es un libro científico que trata del impacto que tendría sobre la Tierra la desaparición de los seres humanos. Su autor es el periodista estadounidense Alan Weisman y fue publicado por St. Martin's Thomas Dunne Books en el 2007.
La obra es una versión expandida del artículo «Earth Without People» del mismo autor, publicado en la revista Discover en febrero de 2005. Redactado primordialmente a manera de experimento mental, El mundo sin nosotros resume, por ejemplo, la forma en que las ciudades y hogares se habrían de deteriorar, cuántos artefactos artificiales prevalecerían y cómo evolucionarían las formas de vida restantes sin la presencia del ser humano. Weisman concluye en que los barrios residenciales pasarían a convertirse en bosques dentro de un período no mayor a 500 años y que los desechos radiactivos, las estatuas de bronce, los plásticos, así como el monte Rushmore, quedarían entre las pruebas más perdurables de la presencia humana en el planeta.
Tras escribir previamente cuatro libros y numerosos artículos para revistas, Weisman viajó a varios lugares para entrevistar a académicos, científicos y otras autoridades. Una vez hecho esto, usó las citas de dichos diálogos para explicar los efectos resultantes en la naturaleza y, a la vez, fundamentar las predicciones realizadas hasta ese momento en torno al tema. La obra ha sido traducida y publicada en varios países. En Estados Unidos alcanzó el puesto número seis en la lista de «Los libros más vendidos» de The New York Times y el primer lugar del San Francisco Chronicle en septiembre de 2007. Igualmente, ocupó el primer puesto entre los libros más comercializados de los listados elaborados por Time y Entertainment Weekly. En cuanto a críticas, el estilo de redacción y la manera de abordar los temas científicos fueron dos aspectos elogiados, aunque algunos periodistas, entre ellos uno de The Washington Post, manifestaron su desacuerdo respecto a la ausencia de un análisis antropomórfico del contenido.

## Antecedentes
Antes de El mundo sin nosotros, el autor, Alan Weisman, había escrito cuatro libros, entre los cuales se encontraban Gaviotas: una aldea para reinventar el mundo (en 1998), sobre una ecoaldea en Colombia, y An Echo In My Blood (publicado en 1999), sobre la historia de la inmigración de su familia desde Ucrania hasta territorio estadounidense. Además había colaborado como periodista para revistas internacionales y periódicos estadounidenses y al momento de escribir las obras mencionadas anteriormente era un profesor asociado de Periodismo y Estudios Latinoamericanos en la Universidad de Arizona. Dicha profesión le obligaba solamente a dar una única clase durante cada semestre, en la época primaveral, por lo que el resto del año gozaba de libertad para viajar y llevar a cabo investigaciones.

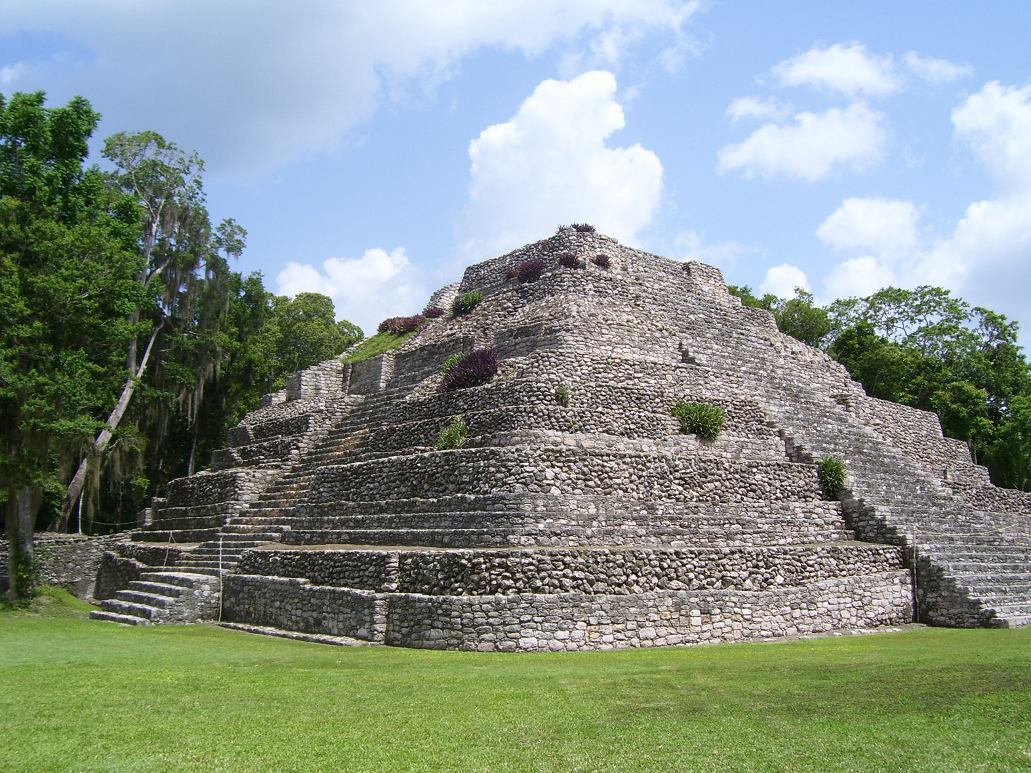
Para escribir El mundo sin nosotros, Weisman recurrió a algunos artículos que él mismo había redactado previamente. Entre estos se encontraba «The Real Indiana Jones», cuyo contenido trata sobre la cultura maya. Adicionalmente el autor entrevistó al antropólogo Arthur Demarest, con tal de obtener más detalles sobre el apogeo de la civilización maya.

En 2003, Josie Glausiusz, editora de la revista Discover, le sugirió el concepto de El mundo sin nosotros. Ella había estado considerando la idea desde hacía años, por lo que le pidió que escribiera un artículo sobre ello tras releer «Journey through a Doomed Land», un artículo publicado por él en la revista Harper's en 1994, cuyo contenido trata sobre el estado en que se encontraba Chernóbil a ocho años de su abandono. Su artículo para Discover, «Earth Without People», se publicó en el ejemplar correspondiente a febrero de 2005, y se reimprimió en la antología The Best American Science Writing 2006. En él describe la manera en que el medio natural ha prosperado en la abandonada zona desmilitarizada de Corea y cómo la naturaleza misma habría de abrumar el espacio urbano de la ciudad de Nueva York. Haciendo uso de entrevistas con paleoecologistas, el artículo especula que la megafauna regresaría y la cubierta forestal, como el Bosque de Białowieża en Europa, se extendería por todo el continente europeo y la región este de Estados Unidos. Asimismo, el ensayo plantea la posibilidad de la escasez de centrales energéticas, plantas químicas, embalses y tanques de petróleo.
Para ampliar este contenido en un libro, su agente encontró a un editor en St. Martin's Press; entre las veintitrés páginas de bibliografía hay dos artículos que escribió para la revista de Los Angeles Times —«Naked Planet», acerca de los contaminantes orgánicos persistentes y «The Real Indiana Jones», sobre la cultura maya— así como uno más publicado en Condé Nast Traveler —«Diamond in the Wild», que aborda el proceso de extracción de diamantes—, junto con «Earth Without People» de Discover. Con tal de ampliar su investigación original, realizó un sondeo adicional en Inglaterra, Chipre, Turquía, Panamá y Kenia, donde entrevistó a académicos como el biólogo Edward Osborne Wilson para obtener información sobre la zona desmilitarizada de Corea. Recurrió también a especialistas, como el arqueólogo William Rathje, a quien entrevistó sobre la temática de los plásticos como residuos de desperdicio; el botánico especialista en bosques Oliver Rackham, con quien habló sobre la cubierta vegetal en la región británica; el antropólogo Arthur Demarest, para tratar sobre el final de la civilización maya; el paleobiólogo Douglas Erwin, para conversar sobre cuestiones relacionadas con el proceso de evolución; y el filósofo Nick Bostrom, para obtener detalles sobre el movimiento transhumanista.

## Sinopsis
Las plantas añorarían seguramente la música de Beethoven, y muchas especies nos agradecerían haber dejado los puentes, otra de las maravillas creadas por el ser humano. Ahora bien, ¿la Tierra en su conjunto nos echaría en falta? Habría que poner en una balanza la destrucción y la creación causada por el hombre [...] Prefiero dejar esa cuestión en el aire.
Alan Weisman, autor de El mundo sin nosotros.

El libro está dividido en diecinueve capítulos, con un prólogo, un epílogo, bibliografía e índice. Cada capítulo trata sobre un tema distinto, como el destino potencial de los plásticos, la infraestructura petrolera, las instalaciones nucleares y las obras de arte. Está escrito desde el punto de vista de un periodista científico, con explicaciones y testimonios que sustentan sus afirmaciones. Cabe destacar que no hay ninguna apreciación narrativa global tratada en un solo capítulo que cohesione o unifique el contenido en forma de tesis.
El experimento mental de Weisman se enfoca en dos cuestiones primarias: ¿cómo reaccionaría la naturaleza frente a la desaparición de la humanidad? y ¿qué legado dejarían los humanos en ella tras su ausencia? Para prever cómo podría continuar la vida sin la presencia humana, examinó áreas donde el ambiente natural existe con una mínima intervención humana, tales como el bosque de Białowieża, el arrecife Kingman y el atolón Palmyra. Asimismo, entrevistó al biólogo E. O. Wilson y visitó a los miembros de la Federación Coreana del Movimiento Ecologista, en la zona desmilitarizada de Corea, donde solamente una pequeña cantidad de personas han ingresado desde 1953. Del mismo modo intentó concebir cómo la vida habría de evolucionar mediante la descripción de la evolución de plantas y animales prehistóricos, aunque Douglas Erwin advirtió al respecto: «no podemos predecir lo que será el mundo dentro de cinco millones de años con solo estudiar a los supervivientes». Varios capítulos están dedicados a la megafauna, la cual predijo que habría de proliferar. En su análisis, examina muestras de tierra de los últimos dos siglos y extrapola las concentraciones de metales pesados y sustancias extrañas en un futuro donde no hay noción de insumos industriales. También examina los niveles de dióxido de carbono en la atmósfera y sus implicaciones en el cambio climático.

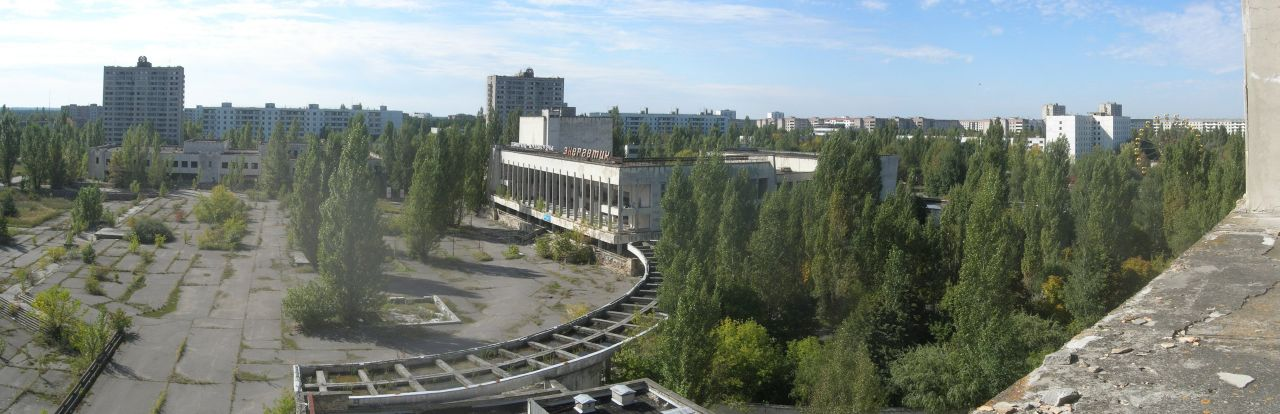
La ciudad abandonada de Prípiat, en Ucrania, ubicada cerca de Chernóbil.

Con material proveniente de sus artículos anteriores, utilizó el final de la civilización maya para ilustrar la posibilidad de una sociedad arraigada que va desapareciendo y cómo el ambiente natural oculta con rapidez cualquier rastro. Para demostrar la forma en que la vegetación podría poner en riesgo la infraestructura creada por el humano, entrevistó a hidrólogos y empleados en el canal de Panamá, donde se requiere un mantenimiento constante para evitar el avance de la vegetación selvática y retirar el limo de las presas. Para ilustrar ciudades que tendrían que ser abandonadas tras sucumbir ante los efectos del entorno natural, recurre a Chernóbil (Ucrania, abandonada en 1986) y Varosha (Chipre, abandonada en 1974). Sobre el tema, considera que las estructuras se desmoronan cuando el clima provoca daños que no son reparados y otras formas de vida crean nuevos hábitats en esos lugares. En Turquía contrastó las prácticas de construcción de la creciente ciudad de Estambul, que considera típicas de grandes ciudades en países menos desarrollados, con las ciudades subterráneas de Capadocia. Debido a la gran demanda de vivienda en Estambul, gran parte de la ciudad se ha desarrollado rápidamente con cualquier material disponible, por lo que podría derrumbarse ante un gran terremoto u otro desastre natural. Contrariamente, las regiones subterráneas de Capadocia se construyeron hace miles de años sobre regiones donde hay toba volcánica, por lo que es más probable que sobrevivan durante varios siglos.
El autor usó también a la ciudad de Nueva York como modelo para dar una idea general de la forma en la que el área urbana no mantendría su forma; en su obra explica que las alcantarillas se obstruirían, las corrientes subterráneas inundarían los pasillos del metro y el suelo bajo las carreteras se erosionaría y, finalmente, se destruiría. Sobre la base de sus entrevistas con miembros de la Wildlife Conservation Society y del Jardín Botánico de Nueva York predice que la vegetación nativa regresaría, dispersándose desde los parques y sobreponiéndose a especies invasoras. Sin humanos que proporcionen alimento y calor, las ratas y cucarachas se extinguirían.

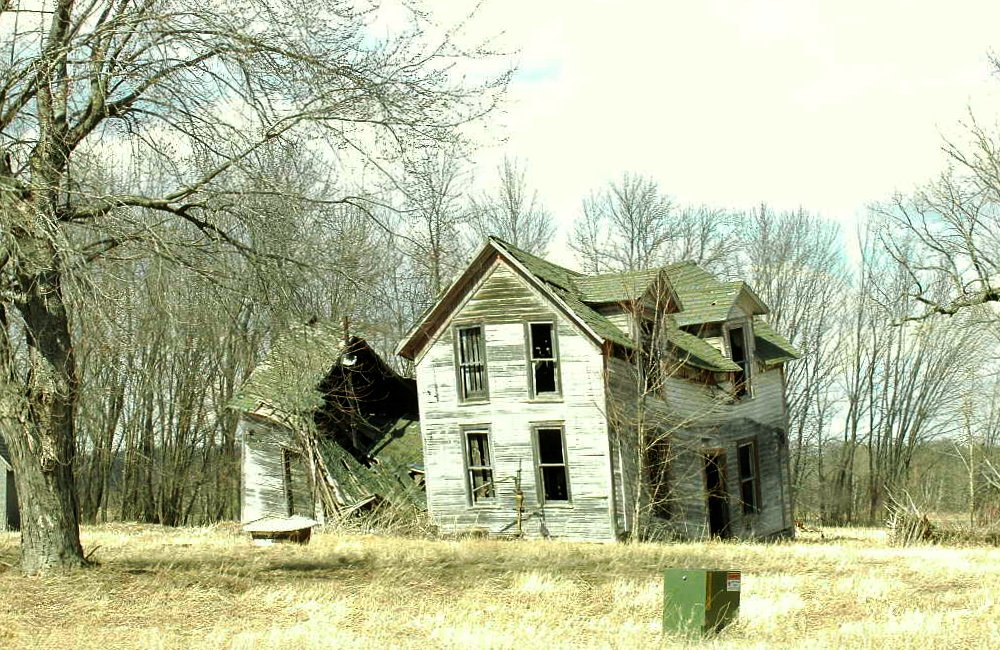
Fotografía de una casa abandonada a punto de derruirse.

Asimismo, explica que una casa habitual comenzaría a caerse tan pronto como el agua se filtrase por el techo o alrededor de los tapajuntas, provocando la erosión de la madera y la oxidación de los clavos, situación que conduciría a la caída de los muros y a un eventual derrumbe de la integridad de la estructura. Cinco siglos después, todo lo que quedaría en el lugar serían las partes de aluminio del lavavajillas, utensilios de cocina de acero inoxidable y asas de plástico. Los utensilios artificiales de mayor duración en la Tierra serían los materiales radiactivos, cerámicos, estatuas de bronce y el monte Rushmore, mientras que, en el espacio exterior, las placas de la Pioneer, los disco de oro de las Voyager y las ondas radiofónicas durarían, incluso, más tiempo que la Tierra.
Dejando de lado el tema del medio ambiente y su evolución una vez que dejara de existir la vida humana, analiza qué es lo que podría llevar a la desaparición súbita y completa de la humanidad sin que ello ocasione un daño serio al ambiente natural y el espacio urbano. Tal escenario, concluye, es sumamente improbable. Para ello toma en consideración primordialmente tres aspectos: el transhumanismo, el Movimiento por la Extinción Humana Voluntaria (VHEMT) y la obra El fin del mundo: la ciencia y ética de extinción humana, de John A. Leslie. El libro finaliza con la propuesta de una nueva versión de la política del hijo único; tras admitir que la vigente es una «medida draconiana», declara: «El fondo de todo el asunto es que cualquier especie que sobrepasa los recursos de los que dispone sufre una caída en el número de su población. Limitar nuestra reproducción sería difícil, pero limitar nuestros instintos puede llegar a ser aún más duro». Weisman respondió a las críticas derivadas de estas afirmaciones señalando: «supe de antemano que tocaría la sensibilidad de algunas personas planteando el problema de la población, pero lo hice porque se ha estado perdiendo demasiado tiempo en la discusión de cómo debemos tratar la situación de nuestro crecimiento económico y demográfico que actualmente nos ha sacudido demasiado [sic]».

## Género

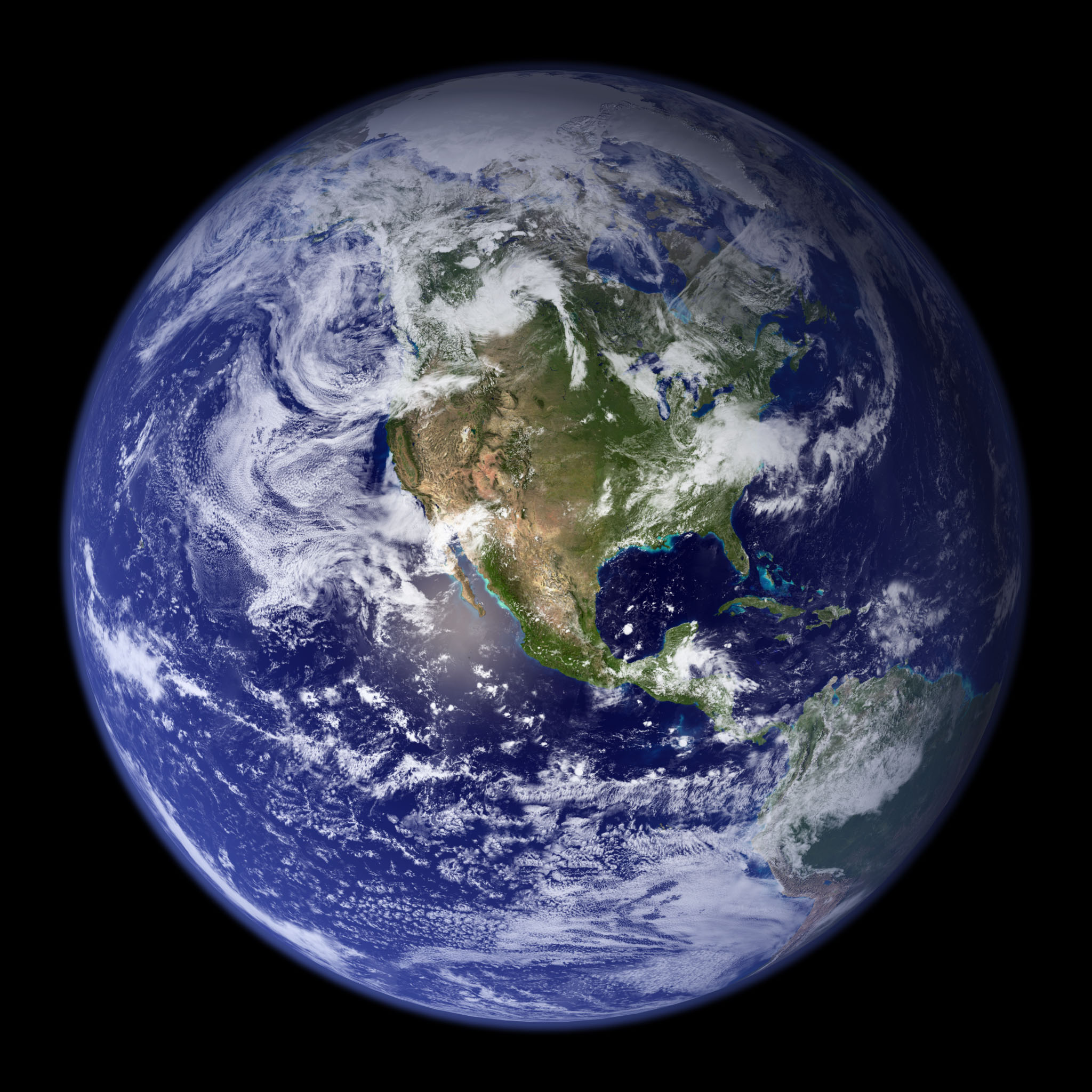
Al igual que otros libros ambientales, El mundo sin nosotros discute el impacto que el ser humano ha ocasionado en el planeta con el paso de los años. Según su autor: «[...] Quería escribir realmente algo que la gente quisiera leer ... sin minimizar la importancia de lo que está pasando, ni trivializándolo o simplificándolo en demasía».

Aun cuando el libro es catalogado como una «obra de no ficción», algunos comentaristas enfatizan que sería mejor describirlo como «ficción especulativa». El mundo sin nosotros se encuentra asimismo en las categorías de periodismo científico y ambiental. Al igual que otros libros ambientales, discute el impacto que los humanos han ocasionado en el planeta. El experimento mental de Weisman remueve los juicios y sufrimientos de los humanos al enfocarse en un hipotético mundo posthumano. Este enfoque del género, el cual «centra la atención en la propia Tierra», fue considerado como creativo y objetivo. Han existido otras publicaciones que abordan temas semejantes, como el libro de Gregory Benford Deep Time: How Humanity Communicates Across Millennia (1999). Algunos escritores de ciencia ficción como H. G. Wells (La guerra de los mundos, 1898) y John Wyndham (El día de los trífidos, 1951) ya habían escrito sobre el posible destino de las ciudades y otras estructuras creadas por el ser humano después de la repentina desaparición de sus creadores. Detalles similares acerca de la decadencia de la civilización se incorporan igualmente en la novela postapocalíptica de ciencia ficción La Tierra permanece (1949) del profesor inglés George R. Stewart.
Sobre el enfoque ambientalista, el escritor mencionó que al erradicar el elemento humano se eliminó el «factor miedo» de que la gente esté haciendo algo mal o que morirán; por lo que según el autor se debe leer como si de una fantasía se tratara. Josie Appleton, de Spiked, relacionó el libro con la «idealización contemporánea de la naturaleza» en el sentido de que enlazó «la decadencia y desprendimiento de una sociedad consumista moderna» con una evidente ignorancia en los esfuerzos que se requieren para generar productos. Appleton percibió también que la obra contrarrestó la noción de que «la naturaleza es sabia» al destacar la aleatoriedad de las fuerzas naturales.
El estilo de periodismo científico utiliza asimismo entrevistas con autoridades académicas y profesionales para fundamentar las conclusiones, mientras mantiene el «[tono] fresco y desapasionado [...] de un observador científico más que de un activista». Weisman señaló que él había evitado, a propósito, la etiqueta activista en el contenido: «Parte de nuestros mejores escritores científicos y ambientalistas sólo son leídos por gente que está de acuerdo con sus percepciones. Es agradable tener algo de afirmación para cualquier cosa que tú consideras como verdadera, incluso si el tema es preocupante, aunque quería escribir realmente algo que la gente quisiera leer [...] sin minimizar la importancia de lo que está pasando, no trivializándolo, ni simplificándolo en demasía». Richard Fortey comparó el libro con los trabajos de Jared Diamond, Tim Flannery y E. O. Wilson, señalando al respecto que El mundo sin nosotros «evita por poco la concepción de tristeza, hastío y odio que tiende a englobar al pobre lector después de leer un catálogo sobre la rapacidad humana». Mark Lynas, en New Statesman, aseguró: «teniendo en cuenta que la mayoría de los libros de medio ambiente caen bajo el peso de sus malas noticias acumuladas, El mundo sin nosotros parece refrescante y positivo». Para demostrar el optimismo en cuanto al tema más desalentador, Appleton citó a un ecologista del libro diciendo: «si el planeta pudo salvarse del Pérmico, entonces también puede recuperarse de los humanos».

## Publicación
El libro se publicó por primera vez el 10 de julio de 2007, siendo una edición de tapa dura que llegó a los estantes de Estados Unidos a cargo de la editorial St. Martin's Thomas Dunne Books, mientras que en Reino Unido, Canadá e Hispanoamérica el libro consiguió distribuirse a través de las editoriales Virgin Books, HarperCollins y Debate, esta última del grupo Random House Mondadori. Más tarde, en julio de 2008, apareció la versión de bolsillo. 
El mundo sin nosotros ha sido traducido y publicado en Francia por la editorial Groupe Flammarion bajo el nombre de Homo disparitus, en Alemania por Piper y renombrado a Die Welt ohne uns, en Portugal por Estrela Polar como O Mundo Sem Nós, en Italia por Einaudi como Il mondo senza di noi, en Polonia por CKA como Świat bez nas y en Japón por Hayakawa Publishing bajo el título de Jinrui ga kieta sekai.
Pete Garceau diseñó la portada de la publicación para su lanzamiento en el continente americano; un crítico consideró que el resultado era «una gruesa capa de azúcar, recubierta con un tono de dulzura en un esfuerzo para no alarmar a los lectores potenciales. "Sí, soy un libro sobre el medio ambiente. ¡Pero soy inofensivo! [...] ¡Bueno, no lo soy!"». La versión canadiense, diseñada por Ellen Cipriano, es muy parecida a la portada estadounidense, aunque incorpora una fotografía en vez de una ilustración caricaturesca, mientras que el diseño para los lanzamientos internacionales contrasta el entorno natural con un ambiente urbano decadente. Adam Grupper se encargó de narrar el audiolibro en inglés, que tiene una duración total de diez horas; Macmillan Audio y BBC Audiobooks distribuyeron la versión grabada, lanzándola de manera simultánea a la fecha de lanzamiento de la edición de tapa dura. La revista AudioFile distinguió con un premio Earphones a la presentación sonora, escribiendo que: «Sin ahondar en el sensacionalismo y permanecer objetivo y flemático, Grupper toma lo que podría ser un tema deprimente para convertirlo en un libro que simplemente no se puede dejar de escuchar».

## Recepción
Para cuando se publicó el libro, Weisman realizó una gira con escalas en Estados Unidos, Canadá y ciudades como Lisboa y Bruselas. Además, accedió a conceder entrevistas en los programas de televisión The Daily Show y The Today Show, así como en los programas radiofónicos Weekend Edition, Talk of the Nation, The Diane Rehm Show, Living on Earth, Marketplace y As It Happens. Mientras tanto, el 29 de julio, El mundo sin nosotros debutó en la lista de best seller de The New York Times, ingresando en el puesto número diez dentro de la categoría de ediciones de tapa dura cuyo contenido no es ficticio, perdurando hasta nueve semanas en el top ten y alcanzando el sexto lugar el 12 de agosto y el 9 de septiembre. En el mercado canadiense, estuvo durante diez semanas en el listado de los libros más vendidos de The Globe and Mail, obteniendo el tercer puesto del top ten el 11 de agosto. Asimismo, encabezó el catálogo de San Francisco Chronicle el 21 de septiembre, permaneciendo un total de once semanas en el top 150 de los libros más comercializados de la semana de USA Today, en donde se ubicó en el puesto 48. Críticos de la publicación Library Journal recomendaron el libro para todas las colecciones que abordan contenido sobre el medio ambiente, mientras que el audiolibro lo sugirieron para las colecciones de audiolibros pertenecientes a la mayoría de las bibliotecas estadounidenses, tanto públicas como académicas. A su vez, la obra alcanzó el primer puesto del top ten de 2007 de las revistas Time y Entertainment Weekly, figurando también en el listado de «las mejores publicaciones en 2007» de Hudson Booksellers. En la categoría «mejores libros de 2007» publicada por el sitio web Amazon.com, el libro apareció en el cuarto puesto a nivel general en Estados Unidos, mientras que en Canadá encabezó el conjunto de libros no ficticios.

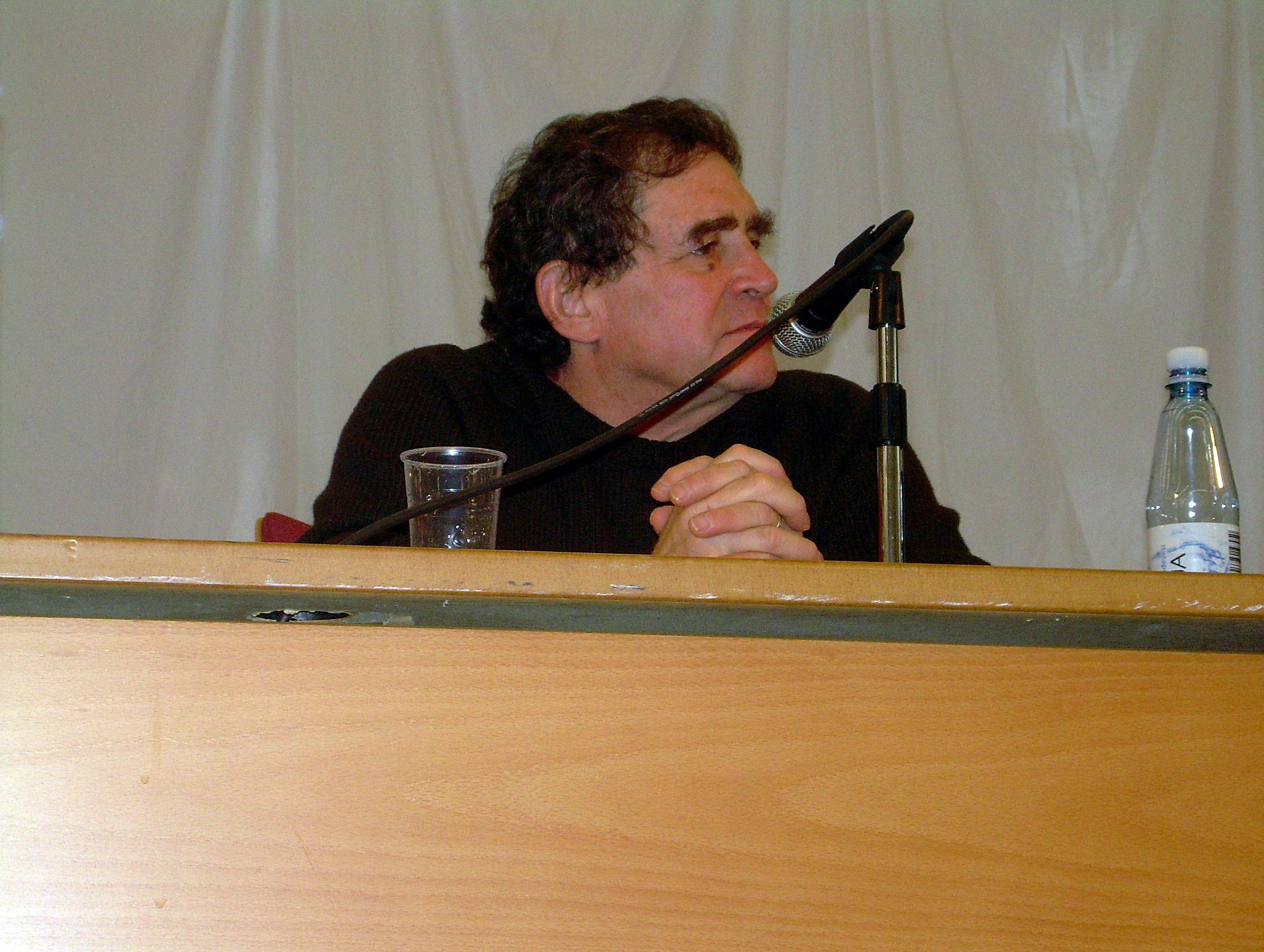
Alan Weisman, autor de El mundo sin nosotros.

El estilo de redacción también consiguió una recepción positiva, siendo calificado como intenso, bueno y en ocasiones triste, pero con un uso apropiado del lenguaje. Incluso, en una reseña negativa en términos generales, Michael Grunwald del The Washington Post señaló que la redacción era «siempre lúcida y, a veces, elegante». En The New York Times Book Review, Jennifer Schuessler mencionó que Weisman tiene un «coqueteo con el lenguaje religioso, mientras que su impasibilidad de vez en cuando portentosa da lugar a la retórica familiar del infierno ecológico». Janet Maslin de The New York Times demostró que la redacción tenía un «estilo árido y llano», siendo «extrañamente uniforme en tono». En las técnicas usadas para el reporte, Kamiya escribió que «la manera científica de reportar [de Weisman], a la vez lúcida y maravillosa [...] es el corazón y el alma de este libro», añadiendo que «está escrito como si el autor fuera un observador curioso y compasivo proveniente de otro planeta». A su vez, la editora Karen Long, de The Plain Dealer, dijo que Weisman «usa el lenguaje preciso y paciente de un buen escritor científico, mostrando además una habilidad para analizar fuentes de hechos inesperados y provocativos».
No obstante, varios críticos notaron que la falta de un punto de vista antropomórfico dañaba en cierta forma la relevancia de su contenido. Robert Braile, de The Boston Globe, escribió acerca del libro: «no tiene un contexto real [...] ni racional para probar que esta fantasía no demostrada de Weisman no sea más que una premisa que la gente encuentra fascinante». Michael Grunwald, de The Washington Post, también cuestionó la premisa: «Imaginar el paso de la humanidad en un planeta posthumano debe ser divertido para porreros ignorantes que, de hecho, ya han resuelto las dudas sobre la existencia de Dios y lo excitante de Fergie, pero no está claro porqué el resto de nosotros necesite este nivel de prueba documental». Por otra parte, Alanna Mitchel, en su reseña para Globe and Mail, notó un nivel de relevancia en el contexto de la pasividad de la gente para agotar los recursos, una percepción combinada con una vanidad antropomórfica: «El libro está diseñado para ayudarnos a encontrar la forma de sobrevivir, intentando para ello sacarnos de nuestro baile pasivo con la muerte».
El enfoque ambiental del libro también fue objeto de crítica por algunos analistas, como el caso de Christopher Orlet, de The American Spectator, quien escribió: «es un primer ejemplo de los puntos de vista extremistas y equivocados de los ecologistas». Braile estuvo de acuerdo en que el libro podía ser «una pesadilla de los ambientalistas, la cual posiblemente alimenta los golpes bajos adoptados por el movimiento verde [...] por los críticos que dicen que los ambientalistas se preocupan más por la naturaleza que por la gente». El ambientalista Alex Steffen notó que el libro no contiene material nuevo, excepto que al usar la desaparición repentina y total de los humanos se da una estructura única, aunque extremadamente improbable e insensible. Curiosamente, aunque dos críticos catalogaron la obra como una «jeremiada», le dieron una evaluación positiva. El periódico británico The Guardian señaló: «aprendemos en el transcurso de este libro a sentirnos bien por la desaparición de los seres humanos de la Tierra».
Otros críticos en cambio aclamaron la perspectiva ambiental; Chauncey Mabe, de South Florida Sun-Sentinel, se refirió al libro como «uno de los libros ambientales más satisfactorios de la época reciente, uno desprovisto de autojusticia, alarmismo o aburridas predicciones». Tom Spears, de CanWest News Service, concluyó: «es más como un retrato de nosotros mismos, tomado a través de una lente extraña [...] a veces un obituario es la mejor biografía».